# Classe Osumi
La classe Osumi (おおすみ型輸送艦, Ōsumi gata yusōkan) è composta da tre navi da trasporto anfibio della Kaijō Jieitai giapponese.

## Progetto
Nel 1955 la JMSDF disponeva già di una nutrita varietà di mezzi da sbarco, in particolare LCU (Landing Craft Utility) e LCM (Landing Craft Mechanized) forniti dagli Stati Uniti. Nel 1961 erano state successivamente procurate anche alcune navi da sbarco LST-1, e poi si giunse infine alla progettazione e costruzione di unità nazionali come le navi da trasporto delle classi Atsumi e Miura.
Tuttavia le esigenze di modernizzazione delle Forze di autodifesa giapponesi richiedevano navi più grandi e avanzate, e così fu presentato il progetto di unità che utilizzasse gli hovercraft e gli elicotteri per lo sbarco e il trasporto. Nel 1993 prese forma quindi un programma per una nave da 8.900 tonnellate in grado di trasportare due hovercraft (LCAC) nel bacino allagabile, e circa una decina di elicotteri sul ponte di volo.

## Storia
La JMSDF descrive le Osumi come Landing Ship Tank, ma in realtà sono più simili a delle Landing Platform Dock, come le San Giorgio italiane. Le navi non hanno il portellone anteriore tipico delle LST per sbarcare direttamente sulle spiagge i veicoli, mentre invece hanno il bacino allagabile posteriore tipico delle LSD per accogliere dei mezzi da sbarco. Le navi tuttavia non possiedono un hangar per gli elicotteri che è solitamente presente nelle LPD, ma hanno il ponte di volo continuo con l'isola a dritta come nelle LHD. La designazione LST non indica quindi le effettive capacità delle navi, e ciò è in parte dovuto all'articolo 9 della costituzione del Giappone, nel quale si dichiara che il Giappone «rinuncia alla guerra», e obbliga implicitamente a dissimulare le potenzialità offensive dei mezzi militari.

La Kunisaki (LST-4003) in formazione con altre navi.

Due navi della classe, l'Osumi e la Kunisaki, hanno partecipato alle operazioni di ricerca e soccorso a seguito del terremoto e maremoto del Tōhoku del 2011.

## Caratteristiche tecniche
Le Osumi sono lunghe 178 metri, hanno una larghezza di 25,8 metri, e un dislocamento standard di 8.900 tonnellate, che raggiunge 14.000 tonnellate a pieno carico.
Posso trasportare un carico utile di 1.400 tonnellate che può comprendere 18 carri armati da 50 tonnellate ciascuno, e 330 soldati completamente equipaggiati. Il bacino allagabile può accogliere due hovercraft LCAC oppure i veicoli da sbarco anfibio AAV7. Il ponte di volo è in grado di ospitare circa una decina di elicotteri, oppure i convertiplani Bell Boeing V-22 Osprey.

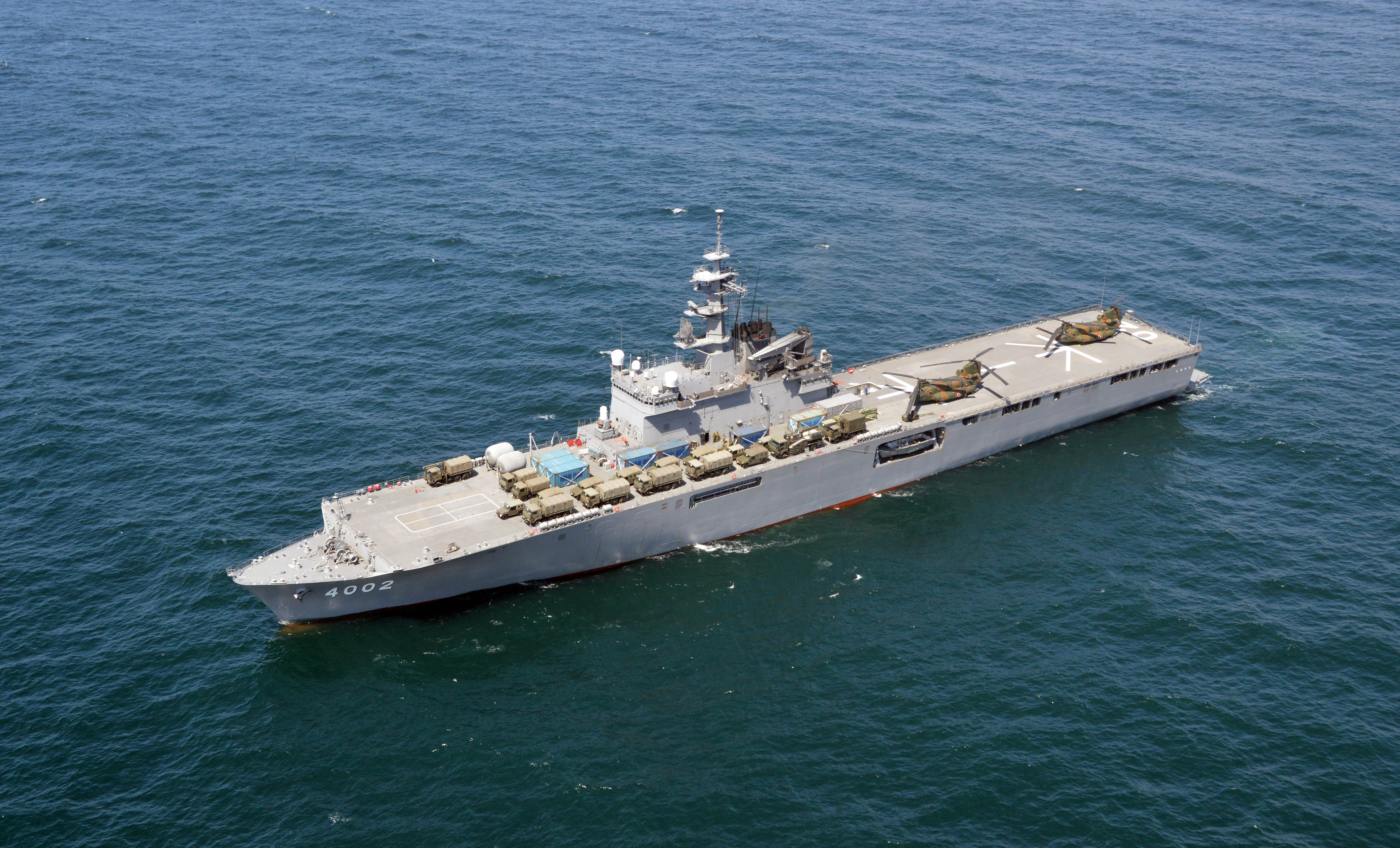
Questa inquadratura dall'alto della Shimokita (LST-4002) mostra le capacità di carico di queste unità.

L'apparato propulsivo è costituito da due motori diesel Mitsui 16V42M-A, capaci di erogare una potenza complessiva di 26.000 hp, che consente di raggiungere una velocità massima di 22 nodi.

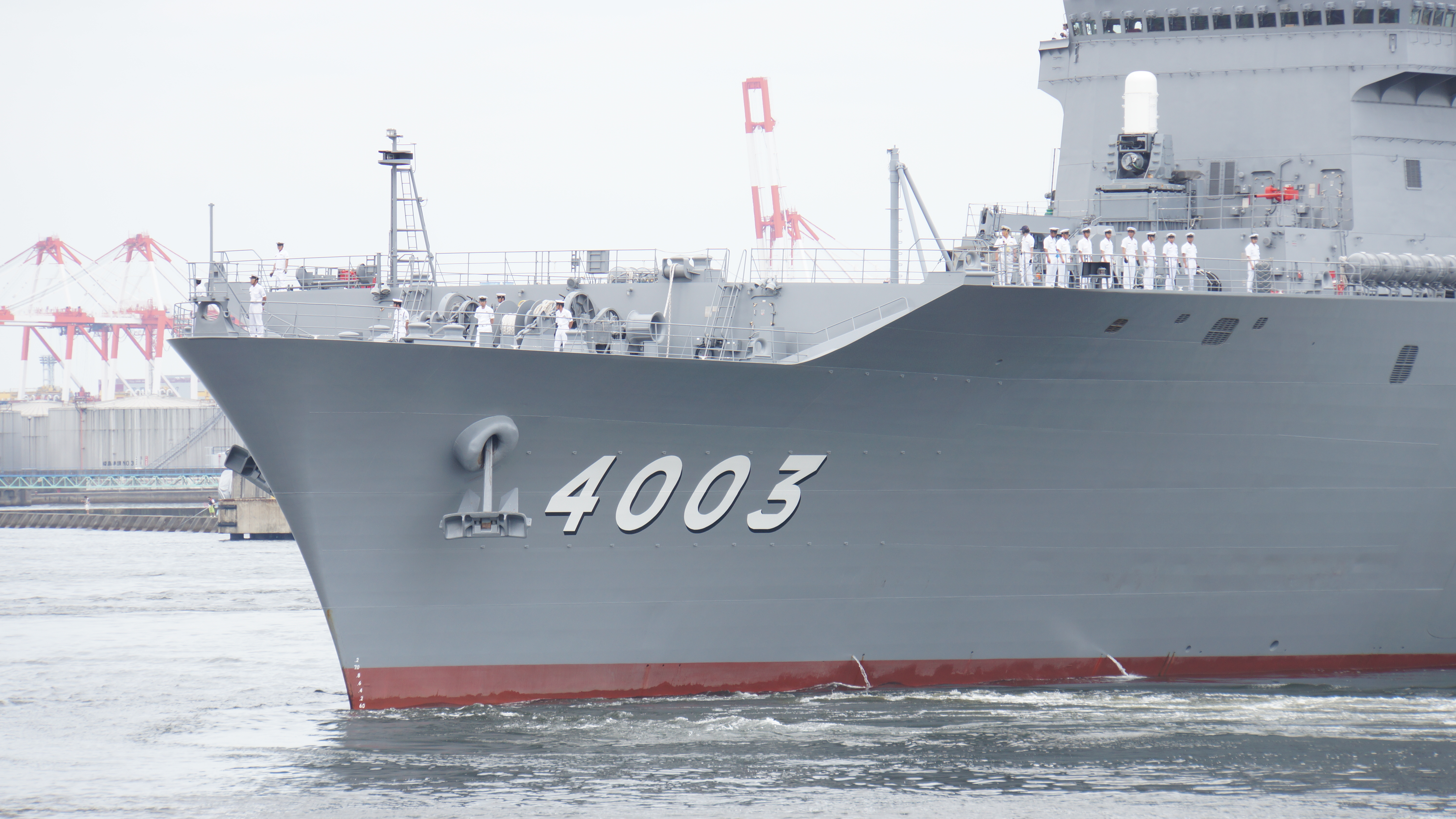
Vista della prua della Kunisaki (LST-4003).

La forma della prua è convenzionale a linea concava, per favorire la navigazione e la manovrabilità, ed è stato adottato anche un bulbo prodiero che ne migliora le qualità idrodinamiche. Il ponte superiore è un ponte di volo che si estende per quasi l'intera lunghezza della nave, esclusa la struttura del ponte dell'ancora di prua. A dritta del ponte di volo è situata l'isola, in maniera simile alle portaerei, dove sono posizionati il ponte di comando, l'albero, le antenne e i radar. Normalmente l'area a poppa del ponte di volo è utilizzata per gli elicotteri, mentre l'area a prua è destinata ai veicoli. Sempre a prua è disponibile un elevatore impiegato per spostare i veicoli dal ponte di volo (primo ponte) all'area di sbarco posizionata sul quarto ponte. Invece il secondo e il terzo ponte, posti internamente, vengono usati per ospitare le truppe e l'equipaggio.

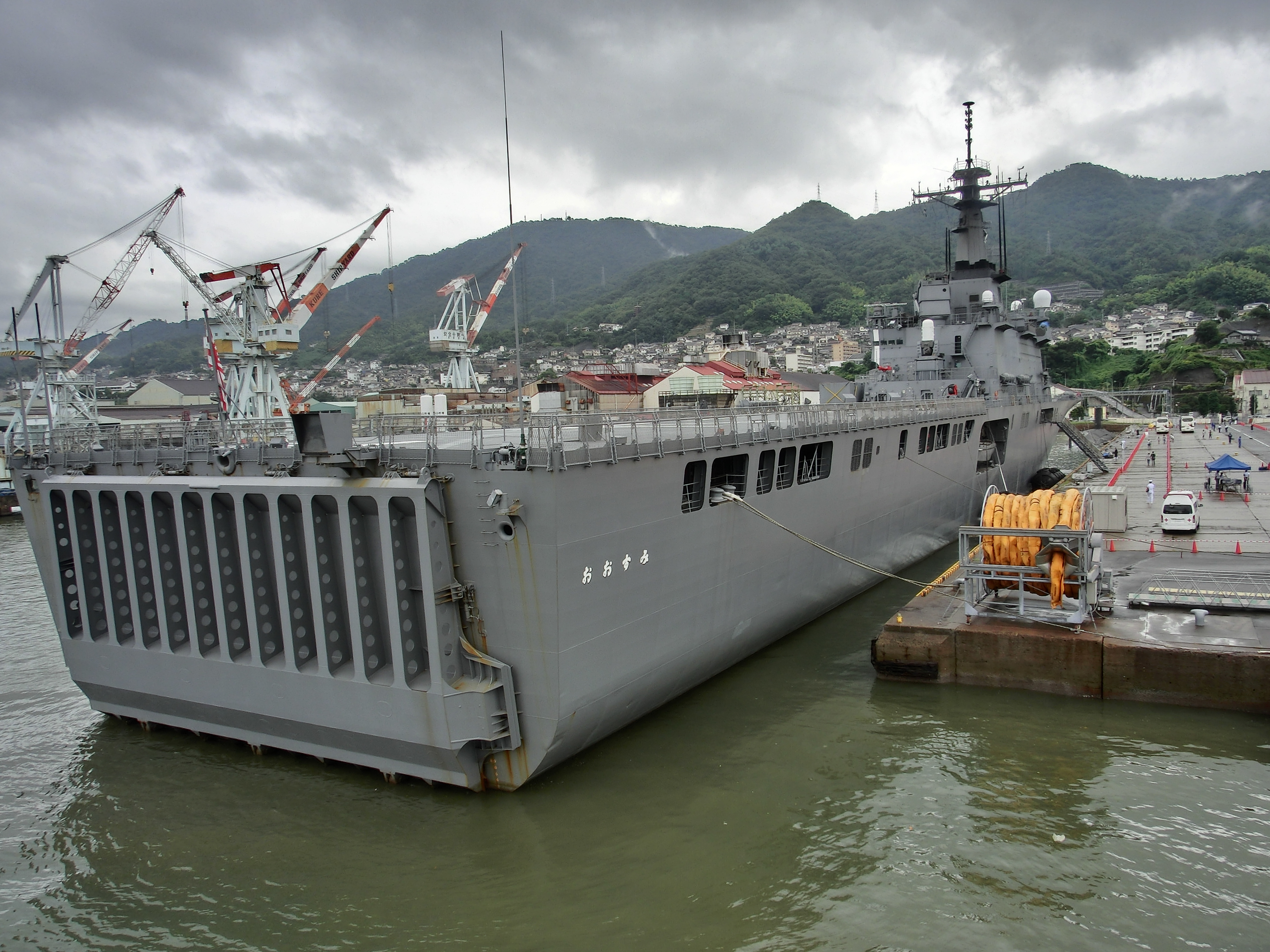
Il portellone posteriore posizionato a poppa.

Infine a poppa è posizionato un portellone rettangolare incernierato in basso, che permette l'uscita dei mezzi anfibi e degli hovercraft, e lo scarico tramite le passerelle dei veicoli. Altri portelloni per l'imbarco e lo sbarco di mezzi e personale sono disponibili sulle fiancate della nave.

## Unità
| Distintivo | Nome      | Porto | Unità         | Cantiere         | Piano | Impostata        | Varata           | Commissionata    |
| ---------- | --------- | ----- | ------------- | ---------------- | ----- | ---------------- | ---------------- | ---------------- |
| LST-4001   | Osumi     | Kure  | Landing Div 1 | Mitsui, Tamano   | 1993  | 6 Dicembre 1995  | 18 Novembre 1996 | 11 Marzo 1998    |
| LST-4002   | Shimokita | Kure  | Landing Div 1 | Mitsui, Tamano   | 1998  | 30 Novembre 1999 | 29 Novembre 2000 | 12 Marzo 2002    |
| LST-4003   | Kunisaki  | Kure  | Landing Div 1 | Hitachi, Maizuru | 1999  | 7 Settembre 2000 | 13 Dicembre 2001 | 26 Febbraio 2003 |

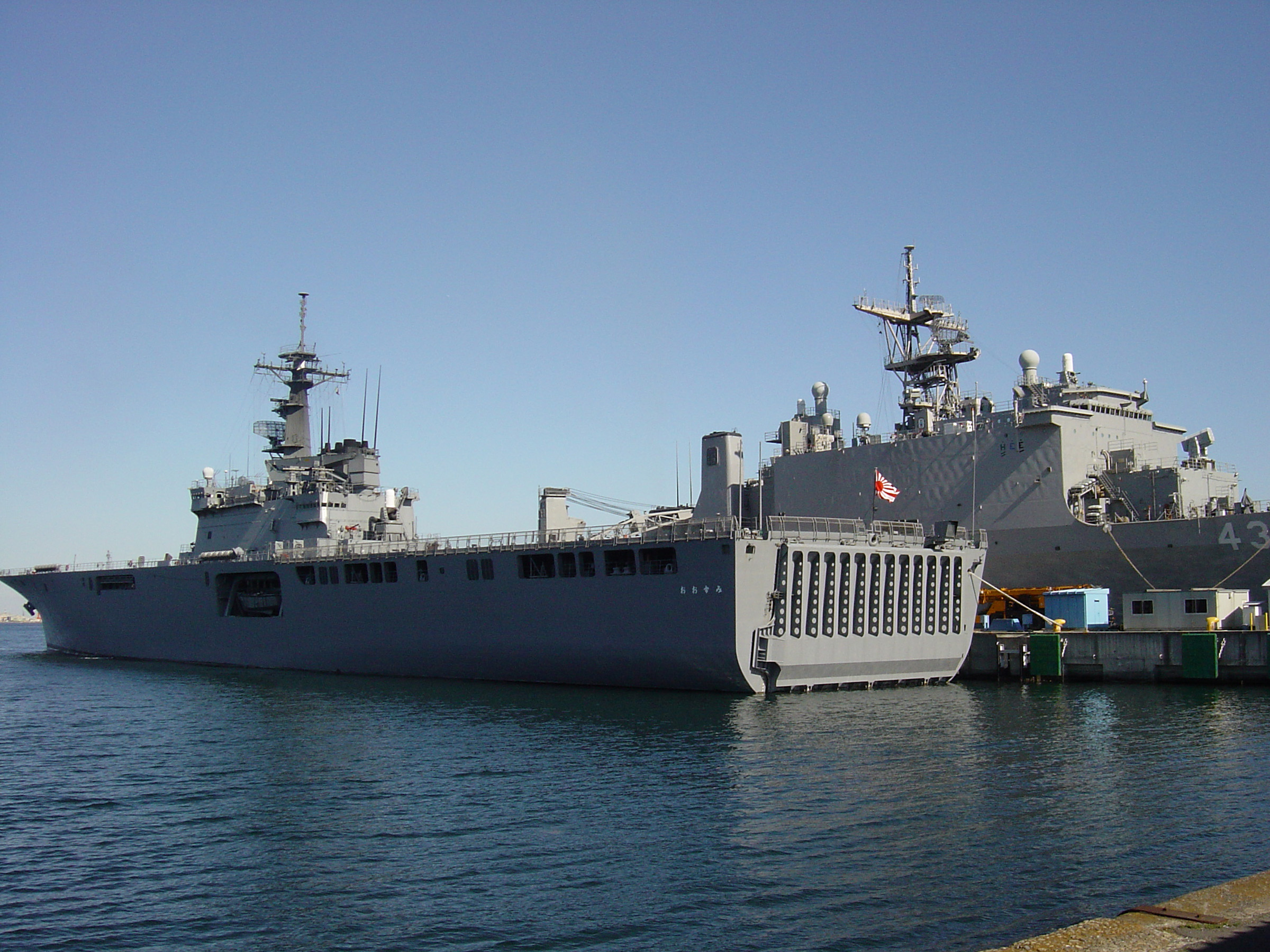
La JDS Osumi (LST-4001) nel 2006.
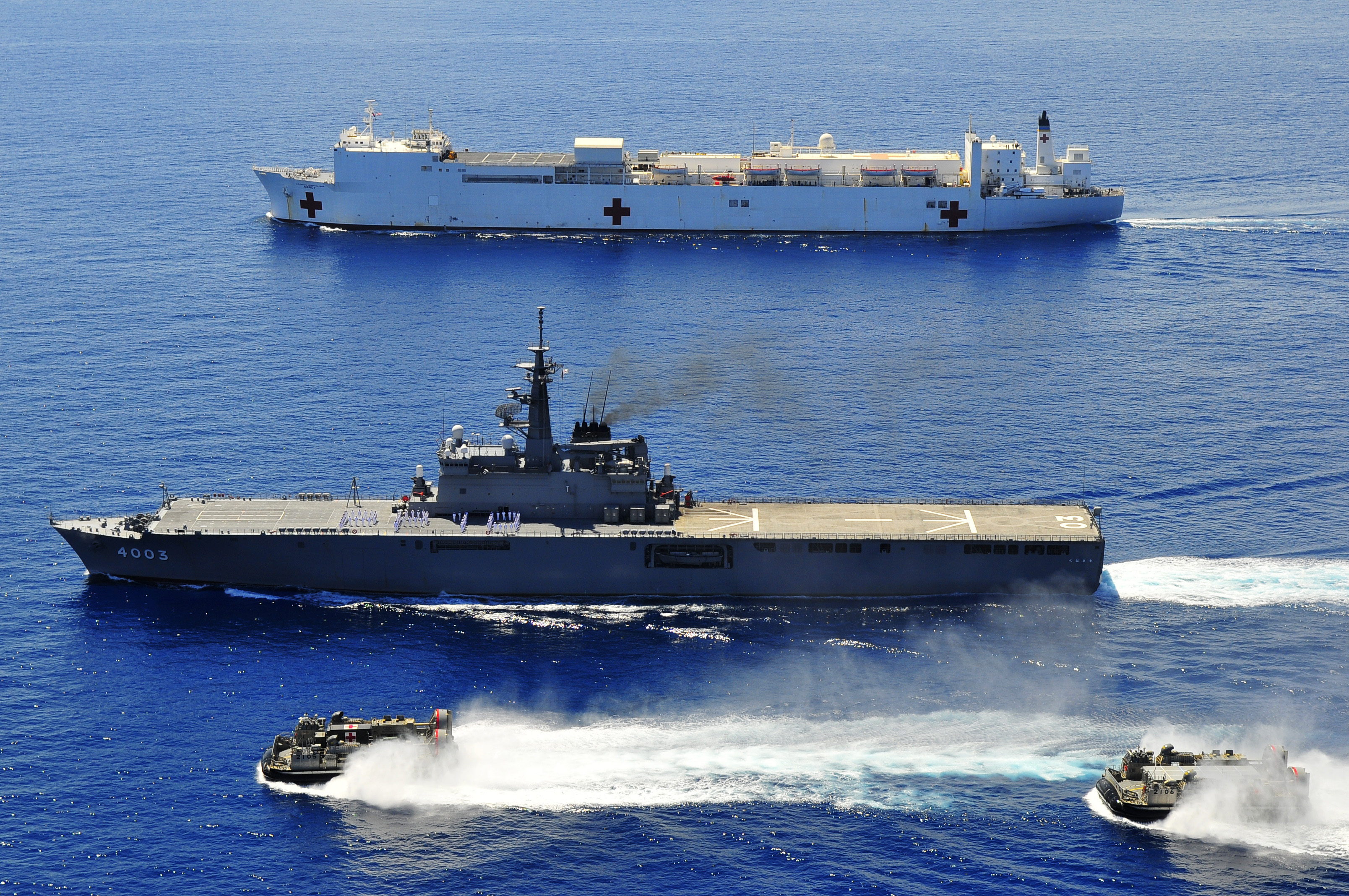
La JDS Kunisaki (LST-4003) nel 2010.
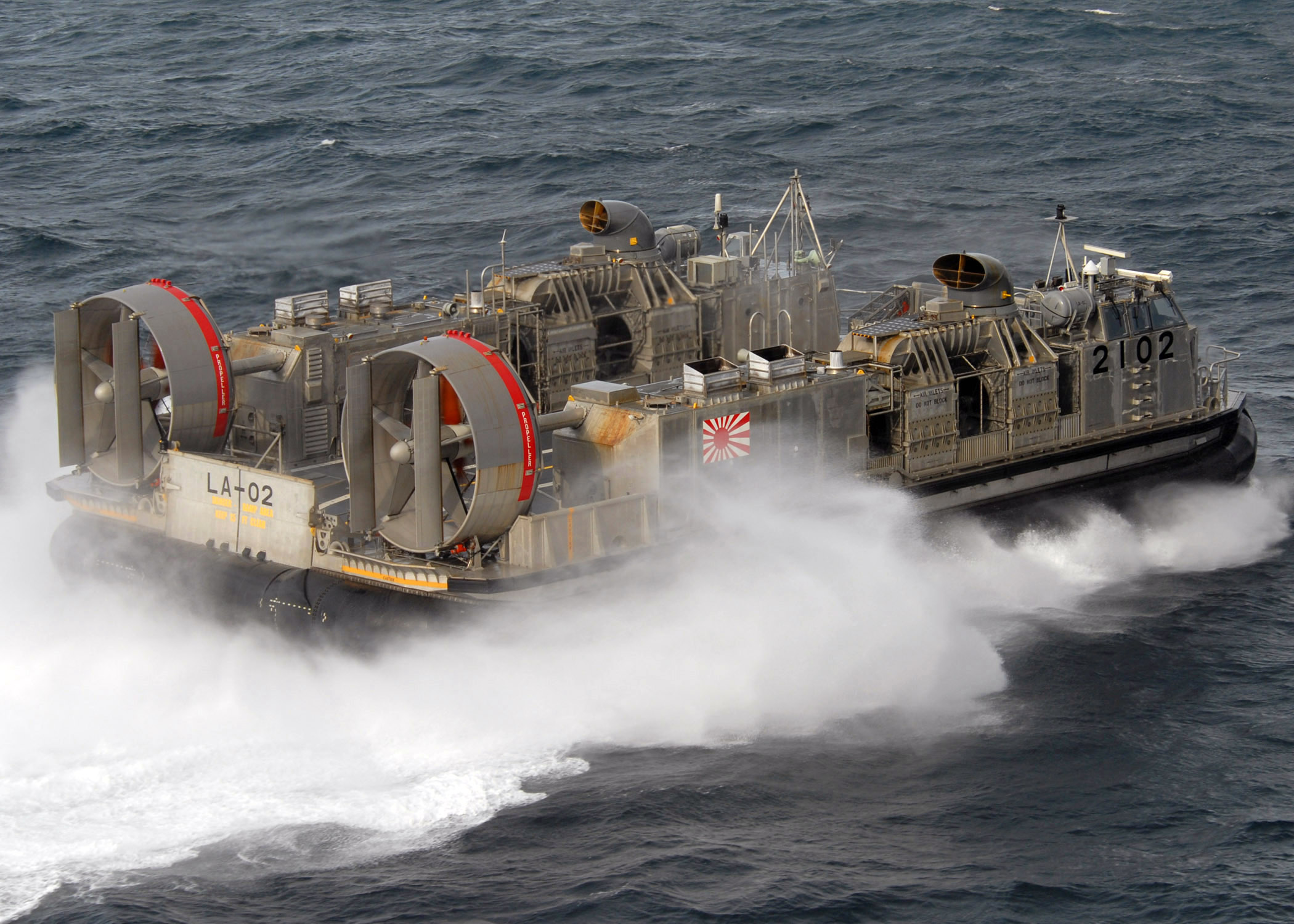
Un hovercraft LCAC (LCAC-2102) nel 2007.